# Со Інґук
Со Інґук (кор. 서인국, нар. 23 жовтня 1987, Ульсан, Південна Корея) — південнокорейський актор та співак.

## Біографія
Со Інґук ук народився 23 жовтня 1987 року в південнокорейському місті Ульсан. У десятирічному віці, надихаючись піснями улюбленого співака він почав мріяти також стати співаком, але на заваді стала його природна сором'язливість. Пізніше він став всерьоз вивчати музику та почав ходити на прослуховування. У 2009 році він взяв участь в музичному конкурсі Superstar K організованому кабельним телеканалом Mnet, та переміг у першому сезоні. Але перемога на шоу кабельного каналу автоматично не відкривала дверей великих телевізійних мереж, як то SBS або KBS, без появи в музичних програмах яких важко закріпити свою популярність. Але Інґуку все ж вдалося пробитися на шоу Music Bank каналу KBS, таким чином закріпивши свій успіх.
У 2012 році він розпочав свою акторську кар'єру з виконання другорядної ролі в романтичному серіалі «Дощ кохання». Вже через декілька місяців він отримав головну роль в серіалі «Відповідь у 1997», вдало зіграна роль хлопця з нерозділеним коханням до подруги дитинства, роль якої виконує Чон Ин Джі, сподобалася як глядачам так і критикам та зробила його популярним актором. Також ним разом з Ин Джі були записані два саундтреку до цього серіалу.
У квітні 2013 року Інґук випустив сингл «With Laughter or with Tears», який став першою баладою в його дискографії, незабаром він випустив дебютний сингл «Fly Away» в Японії. Влітку того ж року він зіграв одну з головних ролей в популярному серіалі «Повелитель сонця», а вже наприкінці жовтня відбулася прем'єра фільму «Затамувавши подих» в якому Ін Гук зіграв свою першу головну роль в кіно. У 2014 році він випустив свій дебютний альбом під назвою Everlasting, в який увійшли як раніше випущені сингли так і нові пісні. У тому ж році він зіграв головну роль в романтично комедійному серіалі «Король середньої школи». Наприкінці листопада відбулася прем'єра історичної драми «Обличчя короля», яка стала першим історичним серіалом в його кар'єрі.
Влітку 2015 року Со знімався в поліцейські драмі «Я пам'ятаю тебе», в якій зіграв молодого професора криміналістики який намагається знайти зниклого в дитинстві молодшого брата одночасно розкриваючи інші злочини. У наступному році Інґук зіграв головні ролі ще у двох серіалах, кримінальній драмі «Загін 38» та романтичній комедії «Король шопінгу Луї».
У лютому 2017 року агентство Інґука підтвердило, що наприкінці березня він розпочне проходити обов'язкову службу в армії. Напередодні початку проходження військової служби, Со Інґук на підтримку фанатів оприлюднив відіо до своєї нової пісні «Better Together». Відправившись на службу, вже через декілька днів він поскаржився на біль в нозі. Були проведені додаткові медичні обстеження, які виявили в актора розсікаючий остеохондрит. Зібрана медична комісія визнала його непридатним для подальшого проходження військової служби за станом здоров'я, але декому[кому?] це здалося підозрілим.
У 2018 році він зіграв головну роль в серіалі «Усмішка що залишилася в твоїх очах», що стала його першою акторською роботою за півтора року.

## Фільмографія

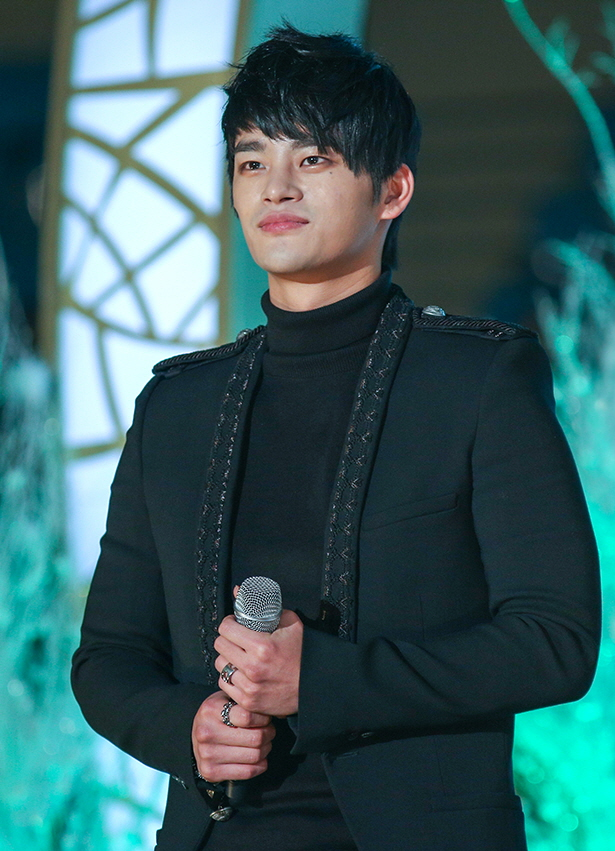
Со Ін Гук у 2012 році

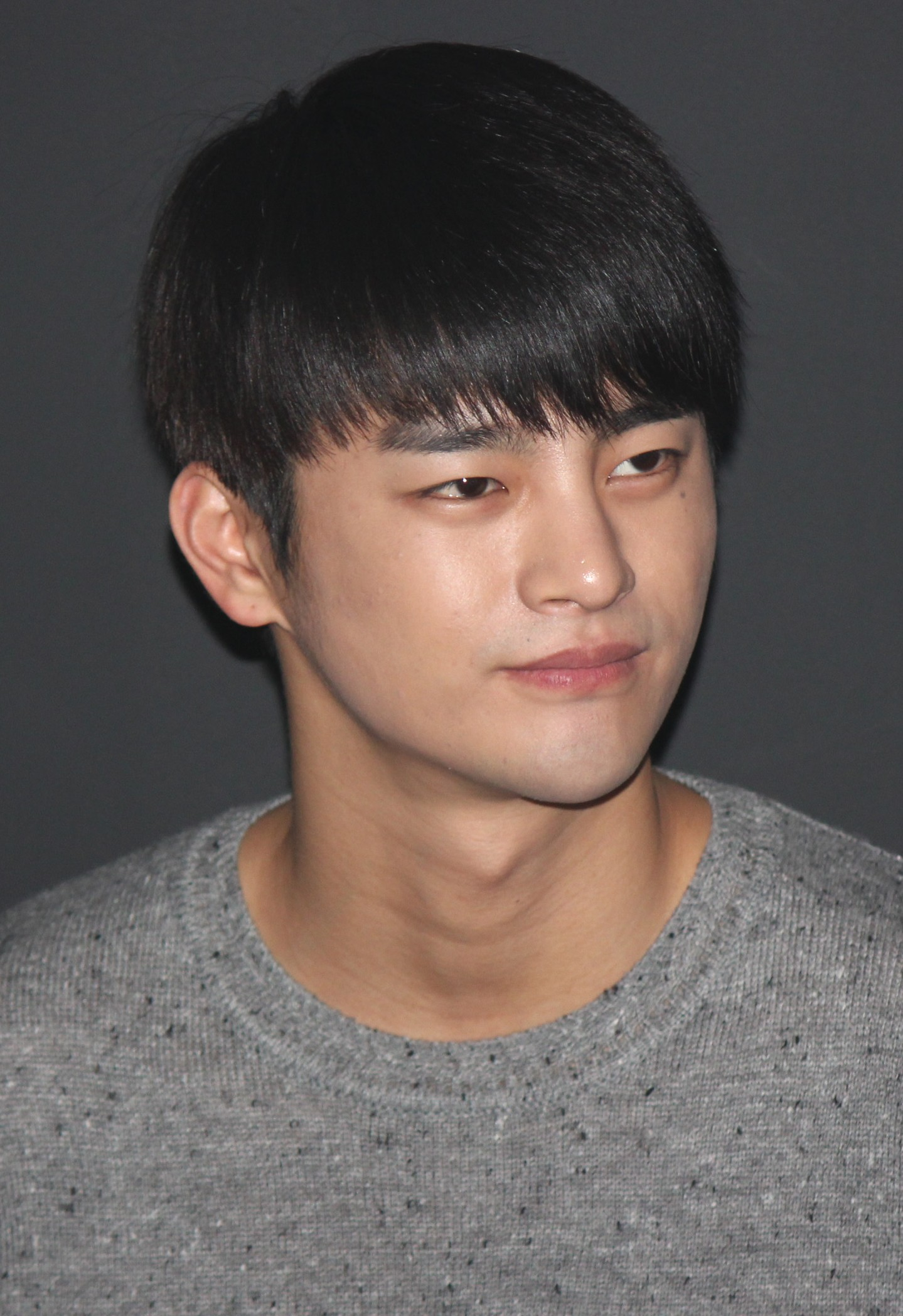
Со Ін Гук у листопаді 2013

### Телевізійні серіали
| Рік  | Назва                                | Роль                                       | Мережа |
| ---- | ------------------------------------ | ------------------------------------------ | ------ |
| 2012 | «Дощ кохання»                        | Кім Чхан Мо у 1970-х / Кім Чон Соль у 2012 | KBS2   |
| 2012 | «Відповідь у 1997»                   | Юн Юн Дже                                  | tvN    |
| 2012 | «Сини»                               | Ю Син Гі                                   | MBC    |
| 2013 | «Повелитель сонця»                   | Кан У                                      | SBS    |
| 2013 | «Відповідь у 1994»                   | Юн Юн Дже (камео, серії 16, 17 та 21)      | tvN    |
| 2014 | «Король середньої школи»             | Лі Мін Сок / Лі Хьон Сок                   | tvN    |
| 2014 | «Обличчя короля»                     | Кванхе                                     | KBS2   |
| 2015 | «Я пам'ятаю тебе»                    | Лі Хьон / Девід Лі                         | KBS2   |
| 2015 | «О, мій привид»                      | Едвард (камео, 16 серія)                   | tvN    |
| 2015 | «Вона була гарненька»                | сам себе (камео, 9 серія)                  | MBC    |
| 2016 | «Загін 38»                           | Ян Чон До                                  | OCN    |
| 2016 | «Король шопінгу Луї»                 | Луї / Кан Чі Сон                           | MBC    |
| 2018 | «Усмішка що залишилася в твоїх очах» | Кім Му Йон                                 | tvN    |
| 2019 | «Безодня»                            | прибулець (камео, 1 серія)                 | tvN    |
| 2021 | «Навіллера»                          | Хван Хі (камео, 9 серія)                   | tvN    |
| 2021 | «Згуба до ваших послуг»              | Мьоль Ман / Кім Са Рам                     | tvN    |
| 2022 | «Кафе «Мінамдан»»                    | Нам Хан Джун                               | KBS2   |

### Фільми
| Рік  | Назва                                         | Роль        |
| ---- | --------------------------------------------- | ----------- |
| 2013 | «Затамувавши подих»                           | Чо Вон Іль  |
| 2016 | «Мені подобається ця божевільна маленька річ» | камео       |
| 2021 | «Трубопровід»                                 | Пхін Толь І |
| 2022 | «Проєкт «Полювання на вовка»»                 | Пак Чон Ду  |

### Дискографія
- Докладніше: Дискографія Со Ін Гука[en]

## Нагороди
| Рік  | Нагорода                                       | Категорія                                               | Робота                             | Результат | Прим.  |
| ---- | ---------------------------------------------- | ------------------------------------------------------- | ---------------------------------- | --------- | ------ |
| 2009 | Цифрова музична премія Cyworld                 | Новачок року (чоловіки)                                 | «Calling»                          | Перемога  | [ 21 ] |
| 2010 | 12-та Mnet Asian Music Awards                  | Кращий новий артист (чоловіки)                          | «I Love U»                         | Номінація | [ 22 ] |
| 2012 | 5-та Премія корейської драми                   | Кращий новий актор                                      | «Дощ кохання»                      | Перемога  |        |
| 2012 | 5-та Премія корейської драми                   | Краща пара (разом з Чон Ин Джі)                         | «Відповідь у 1997»                 | Перемога  |        |
| 2012 | 5-та Премія Ікона стилю                        | Топ-10 ікон стилю                                       | «Відповідь у 1997»                 | Перемога  | [ 23 ] |
| 2012 | 1-ша Премія зірок К-драми                      | Висхідна зірка                                          | «Відповідь у 1997»                 | Перемога  | [ 24 ] |
| 2012 | 1-ша Премія зірок К-драми                      | Краща пара (разом з Чон Ин Джі)                         | «Відповідь у 1997»                 | Перемога  | [ 24 ] |
| 2012 | 1-ша Премія зірок К-драми                      | Кращий OST                                              | «All for You» (з Чон Ин Джі)       | Перемога  | [ 24 ] |
| 2012 | 14-та Mnet Asian Music Awards                  | Кращий OST                                              | «All for You» (з Чон Ин Джі)       | Перемога  | [ 25 ] |
| 2012 | 4-та Melon Music Awards                        | Кращий OST                                              | «All for You» (з Чон Ин Джі)       | Перемога  | [ 26 ] |
| 2012 | Премія MBC драма                               | Кращий новий актор                                      | «Сини»                             | Номінація |        |
| 2012 | 26-та Премія KBS драма                         | Кращий новий актор                                      | «Дощ кохання»                      | Номінація |        |
| 2013 | 2-га Gaon Chart K-Pop Awards                   | Пісня року (вересень)                                   | «All for You» (разом з Чон Ин Джі) | Перемога  | [ 27 ] |
| 2013 | 49-та Премія мистецтв Пексан                   | Кращий новий актор телебачення                          | «Відповідь у 1997»                 | Номінація |        |
| 2013 | Премія SBS драма                               | Нова зірка                                              | «Повелитель сонця»                 | Перемога  | [ 28 ] |
| 2014 | 3-тя Gaon Chart K-Pop Awards                   | Пісня року (грудень)                                    | «Loved You»(з Zia)                 | Перемога  | [ 29 ] |
| 2014 | 16-та Азійська музична премія Mnet             | Найкраще співробітництво                                | «Loved You»(з Zia)                 | Номінація |        |
| 2014 | Japan Gold Disc Awards                         | 3 кращих нових артиста (азія)                           | Everlasting                        | Перемога  | [ 30 ] |
| 2014 | 7-ма Премія корейської драми                   | Нагорода за майстерність (актор)                        | «Король середньої школи»           | Номінація |        |
| 2014 | 7-ма Премія Ікона стилю                        | Топ-10 ікон стилю                                       | Н/Д                                | Номінація |        |
| 2014 | 28-ма Премія KBS драма                         | Нагорода за майстерність (актор середньотривалої драми) | «Обличчя короля»                   | Номінація |        |
| 2014 | 28-ма Премія KBS драма                         | Кращий новий актор                                      | «Обличчя короля»                   | Перемога  | [ 31 ] |
| 2015 | 8-ма Премія корейської драми                   | Нагорода за майстерність (актор)                        | «Я пам'ятаю тебе»                  | Номінація |        |
| 2016 | Премія tvN 10                                  | Зроблено на tvN (актор драми)                           | «Відповідь у 1997»                 | Перемога  | [ 32 ] |
| 2016 | Премія tvN 10                                  | Кращий поцілунок (з Чон Ин Джі)                         | «Відповідь у 1997»                 | Перемога  | [ 32 ] |
| 2016 | 11-та Конференція азійської телевізійної драми | Спеціальна нагорода (актор)                             | «Загін 38»                         | Перемога  |        |
| 2016 | Премія MBC драма                               | Нагорода за майстерність (актор мінісеріалу)            | «Король шопінгу Луї»               | Перемога  | [ 33 ] |
| 2022 | 7-ма Премія азійський артист                   | Кращий артист (актор)                                   | Со Ін Гук                          | Перемога  | [ 34 ] |
| 2022 | 36-та Премія KBS драма                         | Нагорода за високу майстерність (актор)                 | «Кафе «Мінамдан»»                  | Номінація | [ 35 ] |
| 2022 | 36-та Премія KBS драма                         | Нагорода за майстерність (актор мінісеріалу)            | «Кафе «Мінамдан»»                  | Номінація | [ 35 ] |
| 2022 | 36-та Премія KBS драма                         | Краща пара (разом з О Йон Со)                           | «Кафе «Мінамдан»»                  | Перемога  | [ 35 ] |